# Экрилл, Джон
Джон Ллойд Экрилл (англ. John Lloyd Ackrill; 30.12.1921, Рединг (Англия) — 30.11.2007, Оксфорд) — британский историк философии, специалист по древнегреческой философии, в особенности по Платону и Аристотелю. Профессор Оксфорда (1966—1989, эмерит), член Британской академии (1981). Наиболее известная работа — «Aristotle on Eudaimonia» (1974).

## Биография
Учился в старейшей Редингской школе. В 1940 году поступил в Оксфорд.
Однако в следующем году оставил его для воинской службы; дослужился до капитана. В 1945 году вернулся в Оксфорд, окончил его в 1948 году.
В 1948-49 годах ассистент логики Университета Глазго.
В 1950-51 и 1961-62 годах приглашённый исследователь в Институте перспективных исследований (США).
В 1953—1966 годах лектор, в 1966—1989 годах профессор истории философии Оксфордского университета, затем эмерит.
Почётный член оксфордского Колледжа Святого Джона (1996).
Член Армянской философской академии.
С 1953 года женат на Маргарет Керр (Margaret Kerr), сын и три дочери, два внука.